# Reidun Tatham
Reidun Tatham (Calgary, 20 de março de 1978) é uma nadadora sincronizada canadiana, medalhista olímpica.

## Carreira
Reidun Tatham representou seu país nos Jogos Olímpicos de 2000, ganhando a medalha de bronze em Sydney 2000, com a equipe canadense. 